# Syndesinae
A Syndesinae a rovarok (Insecta) osztályában  a szarvasbogárfélék (Lucanidae) családjának egyik alcsaládja. Az alcsaládba 4 nemet sorolnak, Magyarországon 1, a Kárpát-medencében további még 1 fajuk található meg.

## Rendszerezés
A családba az alábbi nemek tartoznak:
Ceruchus (MacLeay, 1819) - 15 faj
Psilodon (Perty, 1830) - 5 faj
Sinodendron Schneider, 1791 - 4 faj
Syndesus (MacLeay, 1819) - 4 faj

## Magyarországon előforduló fajok
- Tülkös szarvasbogár (Sinodendron cylindricum) (Linnaeus, 1758)

## Fordítás
- Ez a szócikk részben vagy egészben  a   Syndesinae című norvég Wikipédia-szócikk fordításán alapul.  Az eredeti cikk szerkesztőit annak laptörténete sorolja fel. Ez a jelzés csupán a megfogalmazás eredetét és a szerzői jogokat jelzi, nem szolgál a cikkben szereplő információk forrásmegjelöléseként.